# Leptaleus sasajii
Leptaleus sasajii là một loài bọ cánh cứng trong họ Anthicidae. Loài này được Sakai & Telnov miêu tả khoa học năm 2001.